# 강지은 (리포터)
강지은(1983년 9월 11일 ~ )은 대한민국의 리포터이다. 2006년에 tvN에서 방송된 《tvNGELS 시즌1》에 출연하여 우승을 차지했다.

## 주요 출연작

### 텔레비전 프로그램
- tvNGELS 시즌1 (tvN)
- 연예가중계 (KBS 2TV)